# 矯正運動 (シリア)
矯正運動（きょうせいうんどう）とは、矯正革命とも称される1970年11月13日のシリアのバアス党政権内の現実主義派ハーフィズ・アル＝アサドによるクーデターとそれによる政治・経済改革である。これにより、アサド政権が成立した。
アサドは空軍将校として1963年の3月8日革命に協力し、バアス党政権の樹立に貢献していた。1966年にはバアス党政権内で古参幹部が追放されるクーデター(1966年シリアクーデター)が起きたが、その後も個人や派閥間での内紛が続いた。多くの党員が追放され、サラーフ・ジャディード派とアサド派の2つの派閥が残った。
「矯正運動」は、党内で支配的であったジャディードら左派派閥に対して行なわれた。ジャディードらの対外政策は冒険的で無責任であると考えていた。特にヨルダン内戦への介入に批判的だった。「矯正運動」の結果、シリアにおけるバアス党の事実上のリーダーのジャディードが失脚し、追放された。
シリアの社会的・政治的な構造を逆転させた。アサドの出身宗派であるアラウィー派は人口の12%以下であったが、彼らがシリアの全ての分野で中核的な地位を支配することになった。